# Жаби (Лодзинське воєводство)
Жаби (пол. Żaby) — село в Польщі, у гміні Добришиці Радомщанського повіту Лодзинського воєводства.
Населення — 107 осіб (2011).
У 1975-1998 роках село належало до Пйотрковського воєводства.

## Демографія
Демографічна структура станом на 31 березня 2011 року:
|          | Загалом | Допрацездатний вік | Працездатний вік | Постпрацездатний вік |
| -------- | ------- | ------------------ | ---------------- | -------------------- |
| Чоловіки | 51      | 18                 | 26               | 7                    |
| Жінки    | 56      | 17                 | 30               | 9                    |
| Разом    | 107     | 35                 | 56               | 16                   |